# Barnes család
A Barnes család az egyik legfontosabb család a Dallas című tévésorozatban.

## Családtagok

### 1. generáció
- Henry Barnes (elhunyt) - feleségül vett egy ismeretlen asszonyt.

### 2. generáció
- Willard „Digger” Barnes (1909-1980) - Henry Barnes legidősebb gyermeke.
  - Rebecca Blake (elhagyta Digger-t 1954-ben; elhunyt 1983-ban)
- Maggie Barnes (1913-1986) - Henry Barnes legfiatalabb gyermeke.
  - James Monahan (férje, elhunyt)
- Rose  (Digger és Maggie unokatestvére, egy epizódban volt említés róla, elhunyt)

### 3. generáció
- Tyler Barnes (csecsemőkorában hunyt el) - Digger és Rebecca Barnes legidősebb gyermeke.
- Clifford "Cliff" Barnes (1949-) - Digger és Rebecca Barnes második gyermeke.
  - Afton Cooper (hosszútávú barátnő, szakítottak)
  - Jamie Ewing (első felesége, elhunyt 1987-ben)
  - Michelle Stevens (második felesége, elváltak 1991-ben)
- Catherine Barnes (csecsemőkorában hunyt el) - Digger és Rebecca Barnes harmadik gyermeke.
- Pamela "Pam" Jean Barnes (1953-1989) - Digger és Rebecca Barnes negyedik (törvényes) gyermeke. Vér szerint Rebecca Barnes és Hutch McKinney lánya.
  - Ed Haynes (első férje, 1968-ban érvénytelenített házassága)
  - Bobby Ewing (második férje, 1978-83, 1986-87, kétszer elváltak.)
- Jimmy Monahan (elhunyt) - Maggie és James Monahan fia. Cliff és Pamela unokatestvére.
- Katherine Wentworth - Herbert és Rebecca Wentworth lánya. Cliff és Pamela féltestvére.

### 4. generáció
- Christopher Ewing (1981-) - Bobby Ewing és Pamela Barnes Ewing adoptált fia. Vér szerint Kristin Shepard és Jeff Farady gyermeke.
  - Pamela Rebecca Barnes (2012, érvénytelenített házasság)
- Pamela Rebecca Barnes (1985-) - Cliff Barnes és Afton Cooper lánya.
  - Christopher Ewing (2012, érvénytelenített házasság)
  - John Ross Ewing III (2013-)

### A Wentworth család
1954-ben, amikor Pamela Barnes még egy éves sem volt, Rebecca elmenekült Dallasból, és feltételezhetően meghalt. 1981-ben azonban Pamela magánnyomozót fogadott, aki meg is találta őt, mint Rebecca Wentworth, a gazdag üzletember, Herbert Wentworth felesége. Egy lányuk született, Katherine Wentworth. Nem sokkal azután, hogy Herbert elhunyt gyógyíthatatlan betegségében, Rebecca visszatért Texasba és felkereste Cliffet és Pamelát. A család újra együtt volt. Ezután Rebecca bemutatta nekik a féltestvérüket, Katherine-t. Hatalmas fordulat következett be, amikor Rebecca gépe lezuhant 1983-ban, ("Az év balesete című epizód"), és másnap reggel elhunyt a Dallas Memorial kórházban. A hatalmas Wentworth vagyont három gyermekére: Cliffre Pamelára és Katherinere hagyta. Katherine 1984-ben elmenekült Dallasból, miután megpróbálta megölni Bobby Ewingot. 1987-ben Pamela nagyon súlyos autóbalesetet szenvedett, és miután kiengedték a kórházból elhagyta Dallast. Így az egyetlen fia, Christopher örökölte a Barnes-Wentworth Olajtársaság beli részesedését.

### Családfa
|                       |                       |                       |                       |                       |                       |  |  |              |              |              |              |              |              | Henry Barnes |  |              |              |              |              |                       |                       |                       |                       |                       |                       |              |              |               |               |               |               |               |               |             |             |             |             |  |  |                  |                  |                  |                  |                  |                  |               |               |           |           |           |           |           |           |  |  |               |               |               |               |                                        |                                        |                                        |                                        |                                        |                                        |             |             |                   |                   |                   |                   |                     |                     |                     |                     |                     |                     |
|                       |                       |                       |                       |                       |                       |  |  |              |              |              |              |              |              |              |  |              |              |              |              |                       |                       |                       |                       |                       |                       |              |              |               |               |               |               |               |               |             |             |             |             |  |  |                  |                  |                  |                  |                  |                  |               |               |           |           |           |           |           |           |  |  |               |               |               |               |                                        |                                        |                                        |                                        |                                        |                                        |             |             |                   |                   |                   |                   |                     |                     |                     |                     |                     |                     |
|                       |                       |                       |                       |                       |                       |  |  |              |              |              |              |              |              |              |  |              |              |              |              |                       |                       |                       |                       |                       |                       |              |              |               |               |               |               |               |               |             |             |             |             |  |  |                  |                  |                  |                  |                  |                  |               |               |           |           |           |           |           |           |  |  |               |               |               |               |                                        |                                        |                                        |                                        |                                        |                                        |             |             |                   |                   |                   |                   |                     |                     |                     |                     |                     |                     |
|                       |                       |                       |                       |                       |                       |  |  |              |              |              |              |              |              |              |  |              |              |              |              |                       |                       |                       |                       |                       |                       |              |              |               |               |               |               |               |               |             |             |             |             |  |  |                  |                  |                  |                  |                  |                  |               |               |           |           |           |           |           |           |  |  |               |               |               |               |                                        |                                        |                                        |                                        |                                        |                                        |             |             |                   |                   |                   |                   |                     |                     |                     |                     |                     |                     |
| Maggie Barnes Monahan | Maggie Barnes Monahan | Maggie Barnes Monahan | Maggie Barnes Monahan | Maggie Barnes Monahan | Maggie Barnes Monahan |  |  |              |              |              |              |              |              |              |  |              |              |              |              |                       |                       |                       |                       |                       |                       |              |              | Digger Barnes | Digger Barnes | Digger Barnes | Digger Barnes | Digger Barnes | Digger Barnes |             |             |             |             |  |  |                  |                  | Rebecca Blake    | Rebecca Blake    | Rebecca Blake    | Rebecca Blake    | Rebecca Blake | Rebecca Blake |           |           |           |           |           |           |  |  |               |               |               |               | Hutch McKinney                         | Hutch McKinney                         | Hutch McKinney                         | Hutch McKinney                         | Hutch McKinney                         | Hutch McKinney                         |             |             | Herbert Wentworth | Herbert Wentworth | Herbert Wentworth | Herbert Wentworth | Herbert Wentworth   | Herbert Wentworth   |                     |                     |                     |                     |
| Maggie Barnes Monahan | Maggie Barnes Monahan | Maggie Barnes Monahan | Maggie Barnes Monahan | Maggie Barnes Monahan | Maggie Barnes Monahan |  |  |              |              |              |              |              |              |              |  |              |              |              |              |                       |                       |                       |                       |                       |                       |              |              | Digger Barnes | Digger Barnes | Digger Barnes | Digger Barnes | Digger Barnes | Digger Barnes |             |             |             |             |  |  |                  |                  | Rebecca Blake    | Rebecca Blake    | Rebecca Blake    | Rebecca Blake    | Rebecca Blake | Rebecca Blake |           |           |           |           |           |           |  |  |               |               |               |               | Hutch McKinney                         | Hutch McKinney                         | Hutch McKinney                         | Hutch McKinney                         | Hutch McKinney                         | Hutch McKinney                         |             |             | Herbert Wentworth | Herbert Wentworth | Herbert Wentworth | Herbert Wentworth | Herbert Wentworth   | Herbert Wentworth   |                     |                     |                     |                     |
|                       |                       |                       |                       |                       |                       |  |  |              |              |              |              |              |              |              |  |              |              |              |              |                       |                       |                       |                       |                       |                       |              |              |               |               |               |               |               |               |             |             |             |             |  |  |                  |                  |                  |                  |                  |                  |               |               |           |           |           |           |           |           |  |  |               |               |               |               |                                        |                                        |                                        |                                        |                                        |                                        |             |             |                   |                   |                   |                   |                     |                     |                     |                     |                     |                     |
|                       |                       |                       |                       |                       |                       |  |  |              |              |              |              |              |              |              |  |              |              |              |              |                       |                       |                       |                       |                       |                       |              |              |               |               |               |               |               |               |             |             |             |             |  |  |                  |                  |                  |                  |                  |                  |               |               |           |           |           |           |           |           |  |  |               |               |               |               |                                        |                                        |                                        |                                        |                                        |                                        |             |             |                   |                   |                   |                   |                     |                     |                     |                     |                     |                     |
| Jimmy Monahan         | Jimmy Monahan         | Jimmy Monahan         | Jimmy Monahan         | Jimmy Monahan         | Jimmy Monahan         |  |  | Tyler Barnes | Tyler Barnes | Tyler Barnes | Tyler Barnes | Tyler Barnes | Tyler Barnes |              |  | Afton Cooper | Afton Cooper | Afton Cooper | Afton Cooper | Afton Cooper          | Afton Cooper          |                       |                       | Cliff Barnes          | Cliff Barnes          | Cliff Barnes | Cliff Barnes | Cliff Barnes  | Cliff Barnes  |               |               | Jamie Ewing   | Jamie Ewing   | Jamie Ewing | Jamie Ewing | Jamie Ewing | Jamie Ewing |  |  | Catherine Barnes | Catherine Barnes | Catherine Barnes | Catherine Barnes | Catherine Barnes | Catherine Barnes |               |               | Ed Haynes | Ed Haynes | Ed Haynes | Ed Haynes | Ed Haynes | Ed Haynes |  |  | Pamela Barnes | Pamela Barnes | Pamela Barnes | Pamela Barnes | Pamela Barnes                          | Pamela Barnes                          |                                        |                                        | Bobby Ewing                            | Bobby Ewing                            | Bobby Ewing | Bobby Ewing | Bobby Ewing       | Bobby Ewing       |                   |                   | Katherine Wentworth | Katherine Wentworth | Katherine Wentworth | Katherine Wentworth | Katherine Wentworth | Katherine Wentworth |
| Jimmy Monahan         | Jimmy Monahan         | Jimmy Monahan         | Jimmy Monahan         | Jimmy Monahan         | Jimmy Monahan         |  |  | Tyler Barnes | Tyler Barnes | Tyler Barnes | Tyler Barnes | Tyler Barnes | Tyler Barnes |              |  | Afton Cooper | Afton Cooper | Afton Cooper | Afton Cooper | Afton Cooper          | Afton Cooper          |                       |                       | Cliff Barnes          | Cliff Barnes          | Cliff Barnes | Cliff Barnes | Cliff Barnes  | Cliff Barnes  |               |               | Jamie Ewing   | Jamie Ewing   | Jamie Ewing | Jamie Ewing | Jamie Ewing | Jamie Ewing |  |  | Catherine Barnes | Catherine Barnes | Catherine Barnes | Catherine Barnes | Catherine Barnes | Catherine Barnes |               |               | Ed Haynes | Ed Haynes | Ed Haynes | Ed Haynes | Ed Haynes | Ed Haynes |  |  | Pamela Barnes | Pamela Barnes | Pamela Barnes | Pamela Barnes | Pamela Barnes                          | Pamela Barnes                          |                                        |                                        | Bobby Ewing                            | Bobby Ewing                            | Bobby Ewing | Bobby Ewing | Bobby Ewing       | Bobby Ewing       |                   |                   | Katherine Wentworth | Katherine Wentworth | Katherine Wentworth | Katherine Wentworth | Katherine Wentworth | Katherine Wentworth |
|                       |                       |                       |                       |                       |                       |  |  |              |              |              |              |              |              |              |  |              |              |              |              |                       |                       |                       |                       |                       |                       |              |              |               |               |               |               |               |               |             |             |             |             |  |  |                  |                  |                  |                  |                  |                  |               |               |           |           |           |           |           |           |  |  |               |               |               |               |                                        |                                        |                                        |                                        |                                        |                                        |             |             |                   |                   |                   |                   |                     |                     |                     |                     |                     |                     |
|                       |                       |                       |                       |                       |                       |  |  |              |              |              |              |              |              |              |  |              |              |              |              | Pamela Rebecca Barnes | Pamela Rebecca Barnes | Pamela Rebecca Barnes | Pamela Rebecca Barnes | Pamela Rebecca Barnes | Pamela Rebecca Barnes |              |              |               |               |               |               |               |               |             |             |             |             |  |  |                  |                  |                  |                  |                  |                  |               |               |           |           |           |           |           |           |  |  |               |               |               |               | Christopher Ewing (adoptált gyermekük) | Christopher Ewing (adoptált gyermekük) | Christopher Ewing (adoptált gyermekük) | Christopher Ewing (adoptált gyermekük) | Christopher Ewing (adoptált gyermekük) | Christopher Ewing (adoptált gyermekük) |             |             |                   |                   |                   |                   |                     |                     |                     |                     |                     |                     |
|                       |                       |                       |                       |                       |                       |  |  |              |              |              |              |              |              |              |  |              |              |              |              | Pamela Rebecca Barnes | Pamela Rebecca Barnes | Pamela Rebecca Barnes | Pamela Rebecca Barnes | Pamela Rebecca Barnes | Pamela Rebecca Barnes |              |              |               |               |               |               |               |               |             |             |             |             |  |  |                  |                  |                  |                  |                  |                  |               |               |           |           |           |           |           |           |  |  |               |               |               |               | Christopher Ewing (adoptált gyermekük) | Christopher Ewing (adoptált gyermekük) | Christopher Ewing (adoptált gyermekük) | Christopher Ewing (adoptált gyermekük) | Christopher Ewing (adoptált gyermekük) | Christopher Ewing (adoptált gyermekük) |             |             |                   |                   |                   |                   |                     |                     |                     |                     |                     |                     |

- Pamela Barnes törvényes apja Digger Barnes, a vér szerinti apja pedig Hutch McKinney.
- Christopher Ewing törvényes (örökbefogadó) szülei Bobby Ewing és Pamela Barnes Ewing, a vér szerinti szülei pedig Jeff Farraday és Kristin Shepard.

## A Barnes - Ewing viszály
A Barnes - Ewing viszályt Digger Barnes kezdte el, és csak a közelmúltban ért véget, Bobby Ewing révén.

## A Barnes-Wentworth Olajtársaság
A Barnes-Wentworth Olajtársaság, korábban Wade Luce Olajtársaság, egy kitalált olajvállalat a Dallas című tévésorozatban.
1982-ben Rebecca Wentworth megvette a Wade Luce Olajtársaságot az akkor éppen nyugdíjba vonuló Wade Luce-tól, annak érdekében, hogy segítsen fiának, Cliff Barnes-nak a Jockey Ewing-al vívott harcban.
Cliff felbérelte Sly Lovergen-t kémnek, mivel ő volt Jockey titkára. Így jutott Cliff hasznos információkhoz, és így el tudott kapkodni sok jövedelmező üzletet a Ewingok elől. Jockey végül rájött a dologra, és így Cliffet sok haszontalan információval etette, és így majdnem csődbe juttatta a Barnes-Wentworth-t.
Cliff 1988-ban eladta a Barnes-Wentworth-t Jeremy Wendell-nek, viszont az új Dallasban a társaság továbbra is Cliff tulajdonában van, aki megváltoztatta a céget, és ez lett a több millió dolláros konglomerátum, a Barnes Global.

 Barnes-Wentworth részvények Rebecca Wentworth halála után: 

Cliff Barnes: 33% 

Pamela Barnes Ewing: 33% 

Katherine Wentworth: 33% 

 Barnes-Wentworth részvények Katherine Wentworth halála után: 

Cliff Barnes: 66% 

Pamela Barnes Ewing: 33%

## A Barnes Global
Eredeti Barnes Global részvények: 

Cliff Barnes: 33% 

Pamela Barnes Ewing: 33% 

Katherine Wentworth: 33% 

 Lejárt Barnes Global részvények: 

Cliff Barnes: 66% 

Patricia Barrett: 33% 

 Miután Christopher megkapta az édesanyja részvényeit: 

Cliff Barnes: 66% 

Christopher Ewing: 33% 

 Miután Pamela Rebecca megkapta a nagynénje részvényeit: 

Cliff Barnes: 33% 

Christopher Ewing: 33% 

Pamela Rebecca Barnes: 33% 

 Miután John Ross és Pamela Rebecca összeházasodtak: 

Cliff Barnes: 33% 

Christopher Ewing: 33% 

Pamela Rebecca Ewing/John Ross Ewing: 33%

## A Ewing Global
A Ewing Global egy kitalált vállalat az Dallas új szériájában. Korábban Barnes Global volt a neve. Eredeti tulajdonosai: Cliff Barnes, a lánya, Pamela Rebecca Barnes (a férjével John Ross Ewing-al együtt), és Cliff unokaöccse, Christopher Ewing.
Az eredeti Dallas és az új Dallas között, Cliff Barnes egy multimilliárd dolláros konglomerátum épített fel, amely több mint száz vállalat állt, több mint ötven országban, ez alól kivétel volt a Barnes - Wentworth Olajtársaság, a cég, amelyet Cliff édesanyja vásárolt vissza 1982-ben.
Bobby (Cliff volt sógora), John Ross (Cliff jelenlegi veje) és Christopher (Cliff unokaöccse és egykori veje) megtalálták a vállalat pénzügyi beszámolóját, amelyet Jockey Ewing adott át nekik. Ebből kiderült, hogy Cliff édesanyja hozta létre a céget, és a három gyermeke (Cliff, Pamela, Katherine)között 1/3-ad arányban szétosztota. Katherine meghalt, és a részvényei így Cliff-re szálltak, amiket később átadott a lányának, Pamela Rebecca-nak. Pamela elhagyta Dallas-t 1987-ben, de a részvényei még mindig a tulajdonában voltak, a potenciális örököse pedig a fia, Christopher volt. Jockey nyomozásai alapján úgy tűnt, hogy Pamela Patricia Barrett álnéven él Zürich-ben. Christopher utánajárt a dolognak, és kiderült, hogy Pamela hasnyálmirigyrákban hunyt el 1989. július 14-én. A végrendeletében a Barnes Global részvényeit természetesen Christopherre hagyta. Így jogilag Pamela részvényei Christopher kezébe kerültek.

 Ewing Global részvények 

Nicolas Trevino: 33% 

Christopher Ewing: 33% 

Pamela Rebecca Ewing/John Ross Ewing: 33% 

Bobby Ewing: Partner 

Samantha Ewing: Partner